# Jaime Alfonso Quintana
Jaime Alfonso Quintana Burgos (Chillán, 31 de diciembre de 1891-Santiago, 27 de agosto de 1972) fue un abogado, diplomático y político chileno, miembro del Partido Radical (PR). Se desempeñó como diputado, regidor y alcalde de Chillán. También, fue ministro de Estado durante los gobiernos de los presidentes radicales Pedro Aguirre Cerda, Juan Antonio Ríos y Gabriel González Videla. Diplomáticamente sirvió como embajador de Chile en Argentina entre 1945 y 1948.

## Familia y estudios
Nació en la ciudad chilena de Chillán el 31 de diciembre de 1891, siendo el único hijo del matrimonio conformado por Santiago Quintana Contreras y María Isabel Burgos Quintana. Realizó sus estudios primarios en el Liceo de Chillán y los secundarios en el Instituto Nacional. Luego, cursó los superiores en la Escuela de Derecho de la Universidad de Chile; juró como abogado el 11 de junio de 1918, con la tesis titulada: Operaciones de bolsa.
Primeramente ejerció su profesión en Chillán y posteriormente en Santiago. Con la llegada de Carlos Ibáñez del Campo al poder, estuvo desterrado en Aysén, finalmente regresó luego de la caída del régimen en 1931. Fue abogado subrogante de la Corte de Apelaciones de Chillán, entre los años 1937 y 1938, y fiscal de la Caja de Crédito Agrario, desde 1939 hasta 1942.
Se casó en Yungay el 23 de marzo de 1923, con Berta Benavente de la Barra, con quien tuvo cuatro hijas: María Isabel, Berta Leonídez, María Eugenia, Carmen, Alfonso y Marcela.

## Carrera política
Militante del Partido Radical (PR), en las elecciones parlamentarias de 1932, fue elegido como diputado por la Decimosexta Agrupación Departamental (correspondiente a los departamentos de Chillán, Bulnes y Yungay), por el período legislativo 1933-1937. Durante su gestión integró la Comisión Permanente de Constitución, Legislación y Justicia. En dicha instancia trabajó intensamente por la creación de una Corte de Apelaciones para Chillán. Después de ser diputado, regresó a Chillán y fue regidor primero y alcalde después, de la Municipalidad de esa comuna.
El 24 de octubre de 1940, fue nombrado como ministro de Agricultura durante la administración del presidente Pedro Aguirre Cerda, cargo que ejerció hasta el 10 de junio de 1941. En 1942 fue designado como vicepresidente ejecutivo del Instituto de Economía Agrícola, y en 1948, fue fiscal del Departamento de Equipos Mecanizados de la Agricultura de la Corporación de Fomento de la Producción (Corfo); ese mismo año fue consejero de la Corporación de Reconstrucción y Auxilio.
El 1 de septiembre de 1943, el presidente Juan Antonio Ríos lo nombró nuevamente como ministro de Agricultura, sirviendo hasta el 6 de octubre de 1944. A partir de esa fecha fue designado como titular del Ministerio del Interior, tras el fracaso de los ministros Morales Beltramí, Hiriart y Allard, todos del sector derechista del Partido Radical, el peso de Quintana fue en vano ya que nuevamente el Consejo Ejecutivo Nacional (CEN) de la colectividad, entorpeció su labor y fue obligado a renunciar. En ese cargo fue vicepresidente de la República, entre el 12 de octubre y el 27 de noviembre de 1944, producto de una enfermedad del presidente Ríos, luego sería reemplazado por Hernán Figueroa Anguita, quien no pudo asumir el cargo y fue reemplazado por Luis Álamos Barros el 14 de mayo de 1945.
Por otra parte, siendo ministro del Interior, fue suplente en la cartera de Relaciones Exteriores, hasta el 22 de mayo de 1945.
A continuación fue nombrado como embajador de Chile en Argentina, donde fue condecorado con la Orden del Libertador en el grado de Gran Cruz. Sirvió en el cargo diplomático hasta 1948, año en que regresó a Chile y fue nombrado nuevamente como ministro del Interior por el presidente Gabriel González Videla, ejerciendo la función entre el 21 de julio y el 25 de agosto de 1948. Más tarde, retornó al gabinete de González Videla encabezando una vez más del Ministerio del Interior, desempeñándose como tal entre el 29 de marzo de 1951 y el 29 de julio de 1952. Siendo ministro de esa repartición, acompañó a González Videla en una visita a Chillán el 25 de septiembre de 1951, con motivo de conmemorarse el bicentenario de la tercera fundación de Chillán, oportunidad en la cual la Municipalidad de Chillán, lo nombró Hijo Ilustre. Además, sirviendo en ese cargo, fue nombrado como ministro de Agricultura, en calidad de subrogante (s), actuando en esa responsabilidad entre el 3 de abril y el 29 de julio de 1952.
Paralelamente, entre 1949 y 1952 fue director de la estatal Corporación de Ventas del Salitre y Yodo. De la misma manera, entre 1959 y 1964 fue presidente del Consejo de la Caja de Amortización de la Deuda Pública.
Falleció en Santiago de Chile, el 27 de agosto de 1972, militando en el partido Democracia Radical.